# Carcinógeno
Carcinógeno, também chamado de cancerígeno ou carcinogênico (português brasileiro) ou carcinogénico (português europeu) é a qualidade daquilo capaz de provocar ou estimular o aparecimento de carcinomas ou câncer em um organismo. Embora o público em geral associe a carcinogenicidade aos produtos químicos sintéticos, é igualmente provável a existência de substâncias cancerígenas tanto naturais quanto sintéticas.
Dentre os muitos agentes cancerígenos naturais, a Aflatoxina B1, que é produzido pelo fungo Aspergillus flavus (que cresce em grãos, castanhas e manteiga de amendoim armazenados) é um exemplo de um potente carcinógeno microbial que ocorre naturalmente. Já dentre os organismos capazes de causar câncer em seres humanos, constam algumas bactérias (ex.: Helicobacter pylori ) e helmintos (ex. Opisthorchis viverrini  e Clonorchis sinensis ).

## Radiação
Nem todos os tipos de radiação eletromagnética são cancerígenas. As ondas de baixa energia do espectro eletromagnético, incluindo ondas de rádio, radiação de microondas, a radiação infravermelha e a luz visível supostamente não são cancerígenas, porque têm energia insuficiente para quebrar as ligações químicas. As evidências de efeitos cancerígenos da radiação não-ionizante são em geral inconclusivas, embora existam alguns casos documentados de técnicos de radar que experimentaram uma alta e prolongada  exposição apresentarem uma incidência de câncer significativamente maior.
A radiação ionizante de baixa intensidade pode provocar danos irreparáveis ao DNA (levando a erros de transcrição e replicação que são necessários para a neoplasia ou podem desencadear interações virais), levando ao envelhecimento prematuro e câncer.